# Skype

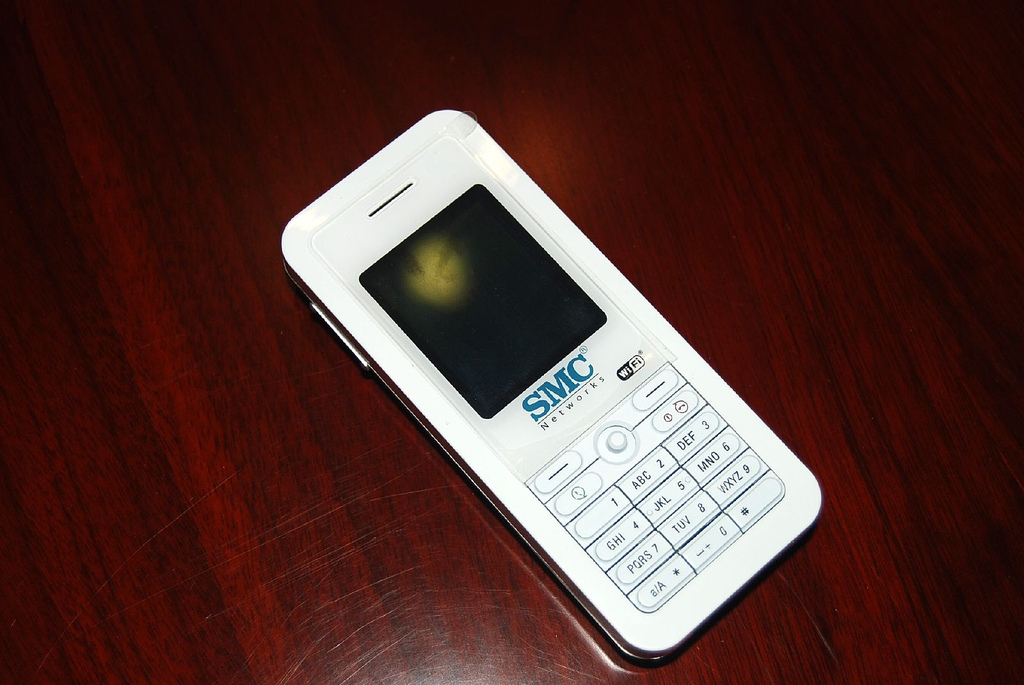
En Skype-telefon.

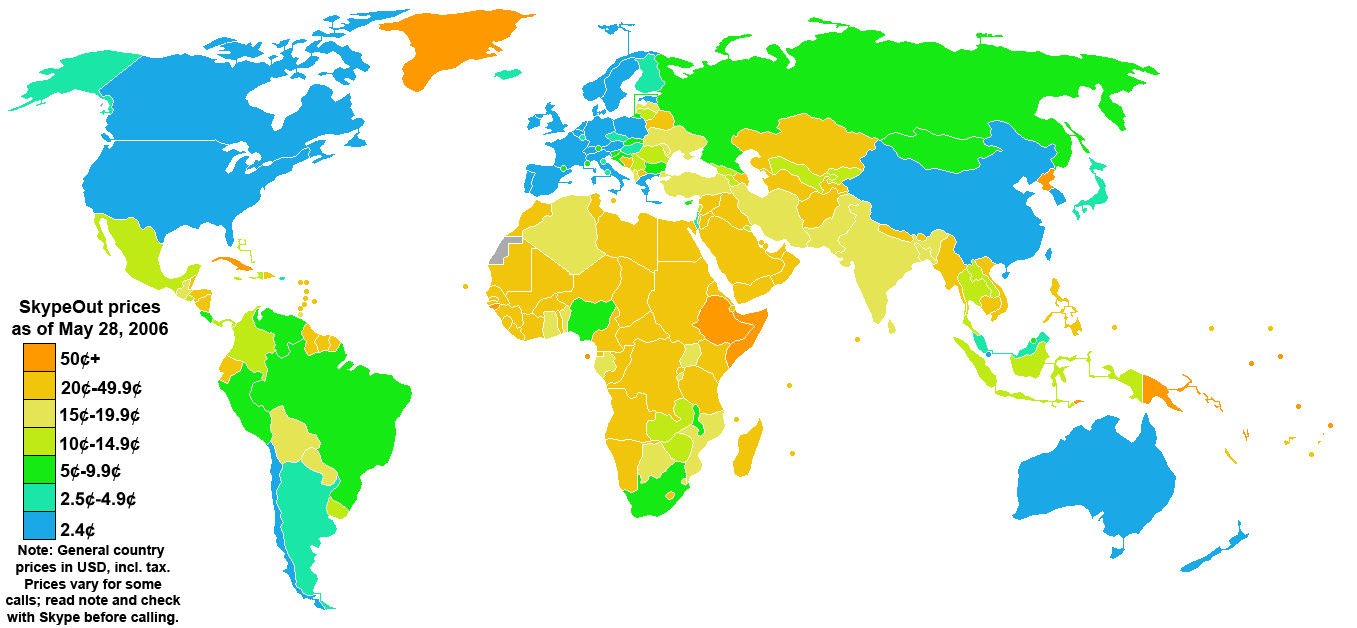
Kostnader för Skypeout.

Skype var en programvara som togs fram av företaget Skype som var verksamt inom området internetbaserad kommunikation, främst IP-telefoni och som grundades 2003 av svenske entreprenören Niklas Zennström  och danske Janus Friis, vilken tidigare gjort sig känd för fildelningsprogrammet Kazaa. Företaget såldes 2005 till Ebay, som 2009 sålde det vidare till en grupp av investerare. 2011 köptes Skype av Microsoft som införlivade programmet i sin verksamhet för internetkommunikation.
Microsoft lade ner Skype den 5 maj 2025.

## Historik

### De första åren
Programmet Skype skrevs ursprungligen av Estlandsbaserade utvecklarna Ahti Heinla, Priit Kasesalu och Jaan Tallinn, vilka även initialt hade utvecklat Kazaa.
Skype-gruppen hade sitt säte i Luxemburg, med filialkontor i London, Tallinn, Tartu, Stockholm, Prag, och San Jose, Kalifornien.

### Från Ebay till investerargrupp
I september 2005 köpte amerikanska Ebay upp Skype för minst 19 miljarder kronor. Köpeskillingen kan beroende på företagets ekonomiska utveckling de kommande åren uppgå till 31 miljarder kronor. Detta gjorde Niklas Zennström till en av Sveriges rikaste män.
Efter förvärvet skrev Ebay så småningom ner Skype i sina räkenskaper, från 2,6 till 1,7 miljarder US-dollar och tillkännagav 2010 en allmän nyemission för att kunna avknoppa Skype som ett separat bolag. Dessförinnan, den 1 september 2009, bekräftade Ebay dock att de sålt 65 procent av Skype för 1,9 miljarder dollar till Silver Lake Partners, Ventures, Marc Andreessens investeringsfond Andreessen Horowitz samt till en kanadensisk pensionsfond.

### Microsoft
10 maj 2011 köpte Microsoft upp Skype för närmare 8,5 miljarder US-dollar, motsvarande 55 miljarder kronor. Microsofts Skype-division har högkvarter i Luxemburg, men de flesta av programutvecklarna och 44 % av Skype-divisionens sammanlagda mängd anställda var 2011 placerade i Tallinn och Tartu i Estland.
I en intervju med The Verge i februari 2025 meddelade Microsoft att Skype skulle stängas ner den 5 maj 2025 och ersättas med gratisversionen av Microsoft Teams, vilket också skedde.

## Etymologi
Ett av projektets ursprungliga namn var "Sky peer-to-peer", som då förkortades till "Skyper". Några av de hithörande domännamnen runt "Skyper" var dock redan tagna. Genom att man tog bort det avslutande "r"-et blev titeln "Skype" kvar, för vilken det fanns tillgängliga domännamn.

## Funktion
Skype är ett program för IP-telefoni, som använder sitt eget hemliga protokoll. Man behöver ha programmet Skype installerat på sin dator eller sin mobiltelefon, alternativt använda en speciell skypetelefon, samt ett användarkonto. Därefter letar man upp personen man tänkt kontakta och låter Skype ringa upp. Man kan även använda webbkamera för att se varandra under samtalet. Samtalet sker över befintlig Internet-koppling och inga uppkopplingsavgifter, minutavgifter eller abonnemangskostnader betalas, utöver de för Internet-anslutningen, när båda parter i samtalet använder Skype. Förutom möjligheten att ringa till en eller flera personer med gruppsamtal fungerar skype-programmet som en vanlig chatklient med chatt, filöverföring etc.
Skillnaden mellan Skypenätverket och öppna standarder som SIP och H.323 är att till de öppna standarderna finns det flera klienter att välja på, men till Skype-nätverket finns bara en klient. På så sätt kan Skype uppehålla ett monopol bland skypeanvändarna också på samtal till och från riktiga telefoner.
I augusti 2007 framfördes som ett möjligt säkerhetsproblem med Skype att programmets linuxversion läser datorns lösenordsfil och webbläsarprofil, men dessa operationer är mer eller mindre nödvändiga för alla program som på något vis integreras med webbläsaren.
Det går även att ringa och SMS:a till det vanliga telefon- och mobilnätet med hjälp av funktionen SkypeOut, men denna trafik är inte gratis. Det går även att skaffa ett eget riktigt telefonnummer med (SkypeIn), så att man kan ringa ett lokalsamtal från en vanlig telefon och ändå nå dig oavsett var du är i världen.
Väljer man att använda Skype via sin mobiltelefon betalar man för datatrafiken som samtalet genererar. Det är därför en fördel att befinna sig i en Wi-Fi-zon med fri tillgång till Internet eller att ha ett abonnemang som inkluderar datatrafiken samtalet genererar.

## Teknik
Skype använder sig av peer-to-peer-teknik från Kazaa, till skillnad från de flesta konkurrenter, som arbetar med den öppna standarden SIP. Det innebär att andra användares Skype-samtal skickas via din dator, och använder din bandbredd. Detta kallas i peer-peer-branschen för att din dator blir en supernod. Denna funktion går inte att deaktivera. Det går att använda en vanlig dator men det finns även speciella Skype-telefoner som kan användas utan dator.
I december 2006 introducerade bland annat det danska företaget RTX Telecom (Dualphone 3088) och Philips (VOIP841) DECT-baserade telefoner som kan hantera både Skype-samtal och traditionell telefoni utan att vara kopplade till en dator. I praktiken medför detta att det blir enklare, och att fler kan använda Skype förutsatt att man har tillgång till en internetuppkoppling.
Alla data som skickas (samtal, meddelanden, filer etc.) krypteras men då Skype är proprietär programvara är det oklart på vilket sätt. Genom att Skype är ovilliga till insyn i hur säkerhet och kryptering hanteras, anser många att Skype arbetar under så kallad Security through obscurity (ungefär säkerhet genom otydlighet). Kryptering ger inte heller något skydd om man ger ut krypteringsnycklarna till fel person. Skype har gjort sig kända för att ge ut krypteringsnycklar till kinesiska polismyndigheter, så att de ska kunna avlyssna samtal efter egen vilja.
Sedan Skype köpts upp av Microsoft används inte peer-to-peer tekniken på samma sätt. All chat går via Microsoft och avläses, länkar i meddelanden följs av Microsoft. Tekniken att inte använda sig av relä (endast i undantagsfall) har nu blivit huvudregeln. Skype kan avlyssnas av bland andra NSA, då Microsoft de ingår i Prism-programmet. De detaljer som NSA kan få tillgång till är bland andra "email, video and voice chat, videos, photos, voice-over-IP (Skype, for example) chats, file transfers, [and] social networking details".
Skype utvecklade 2007 tillsammans med teleoperatören 3 en så kallad Skypephone, en mobil där användaren enkelt kan ansluta till Skype och på så vis interagera som vanligt med andra användare.

## Statistik
När Microsoft köpte Skype år 2011 hade Skype 150 miljoner aktiva användare varje månad. 
År 2017 hade Skype 300 miljoner aktiva användare varje månad. Dagligen användes Skype sammanlagt 3 miljarder minuter varje dag.
År 2020 var enbart 23 miljoner användare av Skype. Plattformen har fortfarande dedikerade fickor av användare i länder som Turkiet, Ryssland, Indien och Filippinerna, enligt marknadsundersökningsföretaget Sensor Tower.
Bland internetanvändare i Sverige 2021 hade 28 procent använt Skype under det senaste året varav 5 procent gjorde det dagligen.